# Christian Lindberg
Christian Lindberg (Danderyd, 15 febbraio 1958) è un trombonista, direttore d'orchestra e compositore svedese.
È ritenuto uno dei migliori trombonisti di tutti i tempi.

## Biografia

### Gli inizi
Da ragazzo Lindberg studiò dapprima la tromba, avvicinandosi dunque al trombone relativamente tardi, all'età di 17 anni. Inizialmente prese in prestito un trombone per unirsi ad gruppo dixieland di alcuni suoi amici, ispirato dall'ascolto dei dischi di Jack Teagarden. Si iscrisse alla Royal Swedish Academy of Music dove, tra i suoi insegnanti, figurava Sven-Erik Eriksson. All'età di 19 anni aveva già ottenuto un incarico presso la Royal Swedish Opera Orchestra. A 20 anni abbandonò la carriera orchestrale per dedicarsi totalmente allo studio dello strumento, nell'ottica di diventare un solista. Studiò con John Iveson al Royal College of Music (1979-80) e con Ralph Sauer e Roger Bobo a Los Angeles (1983).

### La carriera professionale
Nel 1981 Lindberg vinse il concorso biennale Nordic Soloists. Il suo concerto di debutto fu nel 1984 con il concerto per trombone di Henri Tomasi. Lo stesso anno firmò un contratto per tre CD con la BIS Records. La sua prima incisione fu "The Virtuoso Trombone": da allora Lindberg ha registrato oltre 60 dischi per la BIS e per altre etichette come la Onyx. Tra i suoi collaboratori in Svezia si annoverano il pianista Roland Pöntinen ed il compositore Jan Sandström.
Lindberg è particolarmente noto per le sue esibizioni di musica contemporanea nonché per l'aver espanso il repertorio dei concerti per trombone. Nel 2006 stimò che nel corso dei precedenti 25 anni ben 82 compositori avevano scritto opere per lui. Lindberg fu il solista nella prima del Motorbike Concerto dello stesso Sandström. Oltre a Sandström, il suo repertorio comprende Sequenza V di Luciano Berio, The Ballad of Kit Bones e e Su ba do be di Fredrik Högberg.
A partire dagli anni Novanta, su suggerimento di Sandström, Lindberg cominciò anche a comporre. La sua prima opera ad essere eseguita in pubblico fu Arabenne per trombone ed archi, registrata nel 1997. Altre composizioni furono Mandrake in the Corner, Chick 'a' bone Checkout del 2006 e scritte per Charles Vernon della Chicago Symphony Orchestra, e Kundraan (2008).
Nel 2000 Lindberg fece il suo esordio da direttore d'orchestra con la Royal Northern Sinfonia in Inghilterra. In seguito è divenuto direttore della Nordic Chamber Orchestra e della Swedish Wind Ensemble. Attualmente è il direttore principale dell'Arctic Philharmonic Orchestra.

### Vita privata
Lindberg è sposato ed ha quattro figli.

## Discografia
- The Virtuoso Trombone (1984)
- The Romantic Trombone (1985)
- The Burlesque Trombone (1986)
- The Criminal Trombone (1987)
- Romantic Trombone Concertos (1988)
- The Winter Trombone (1988)
- The Solitary Trombone (1988)
- Trombone Odyssey (1990)
- The Russian Trombone (1991)
- The Sacred Trombone (1991)
- American Trombone Concertos (1993)
- 10 Year Jubilee (1993)
- Aho: Symphony No.9; Cello Concerto (1993)
- All the Lonely People (1994)
- Hovhaness: Star Dawn (1994)
- Arabenne and Other Trombone Concerts From the North (1995)
- Hekas (1996)
- Christian Lindberg: Songs for Sunset (1996)
- American Trombone Concertos, Vol. 2 (1996)
- Windpower (1996)
- Vagn Holmboe: Brass Concertos (1997)
- Lindberg Plays Sandström (1997)
- Mozart: Hornbone Concertos (1998)
- Los Bandidos: The Criminal Trombone No. 2½ (1998)
- Lindberg & Friends Play Lindberg (2000)
- Mandrake in the Corner (2002)
- Turnage: Fractured Lines (2002)
- Classical Concertos (2004)
- Christian Lindberg Conducts the Swedish Wind Ensemble (2004)
- Christian Lindberg: A Composer's Portrait (2005)
- Christian Lindberg Plays Nathaniel Shilkret (2005)
- Dedicated to Christian Lindberg (2007)
- Nordic Showcase (2007)
- John Pickard: The Flight of Icarus; The Spindle of Necessity; Channel Firing (2008)
- A Composers Portrait: Christian Lindberg, Vol. 2 (2008)
- Made in Sweden (2008)
- Allan Pettersson: Eight Barefoot Songs; Concertos Nos 1 & 2 for String Orchestra (2009)
- The Baroque Trombone (2009)
- Dvorák: Violin Concerto; Legends, Op. 59 (2010)
- Allan Pettersson: Concerto No. 3 for String Orchestra (2010)
- Trombone Fantasy (2011)
- Niels Marthinsen: Snapshot Symphony (2011)
- Christian Lindberg Conducts Jan Sandström (2011)
- Ole Olsen: Symphony No. 1; Trombone Concerto; Asgaardsreien (2011)
- Allan Pettersson: Symphonies Nos. 1 & 2 (2011)
- A Lindberg Extravaganza (2011)
- Brain Rubbish (2012)
- Allan Pettersson: Symphony No. 6 (2012)
- La Création du Monde (2013)
- Tchaikovsky: Symphony No. 5; Swan Lake Suite (2013)
- Allan Pettersson: Symphony No. 9 (2013)
- Tangophoria (2014)
- Allan Pettersson: Symphonies Nos. 4 & 16 (2014)
- Allan Pettersson: Symphony No. 13 (2015)